# Edguy
Edguy — немецкая группа, играющая в стиле пауэр-метал. Была сформирована в 1992 году.

## История
Группа Edguy была основана в 1992 году Тобиасом Замметом, Дирком Зауэром, Йенсом Людвигом и Домиником Шторыхом, которым в то время было по 15 лет. Названием было выбрано прозвище их учителя по математике Эдгара Циммерера, которого называли «Edguy».
В 1995 году, после выпуска двух демозаписей, группа получила контракт с лейблом AFM Records. Первые два альбома не имели большого успеха, но с выпуском в 1998 году «Vain Glory Opera» группа приобрела достаточно широкую известность, во многом благодаря помощи приглашённого гитариста Тимо Толкки из Stratovarius, который также выполнил роль продюсера, и приглашённого вокалиста Ханси Кюрша из Blind Guardian. В 1999 году группа выпускает Theater Of Salvation, через год перезаписывает The Savage Poetry, а в 2001 выходит альбом Mandrake. Параллельно Заммет создаёт рок-оперу Avantasia, в которой приняли участие много приглашённых пауэр-метал музыкантов. В 2004 году получила контракт с лейблом Nuclear Blast и выпустила свой 6-й полноформатник — Hellfire Club. В 2006 году вышел альбом Rocket Ride. В ноябре 2008 года на Nuclear Blast вышел следующий альбом Edguy «Tinnitus Sanctus», на котором группа добавила больше хард-н-хеви.
В 2009 году вышел первый DVD группы «Fucking With F***», с концертом, состоявшимся в 2006 году в Сан-Паулу.
26 августа 2011 года на Nuclear Blast вышел 9-й альбом Age of the Joker.
18 апреля 2014 года вышел альбом Space Police: Defenders of the Crown, достигший 2-й позиции в германских чартах, что является абсолютным рекордом для Edguy. 
В 2017 году вышел сборник «Monuments». 

## Состав
- Тобиас Заммет — вокал, клавишные, бас-гитара до 1998 (1992 — настоящее время)
- Дирк Зауэр — ритм-гитара (1992 — настоящее время)
- Йенс Людвиг — соло-гитара (1992 — настоящее время)
- Тобиас Эксел — бас-гитара (1998 — настоящее время)
- Феликс Бонке — ударные (1998 — настоящее время)[1]

### Бывшие участники
- Доминик Шторьх — ударные (1992—1997)[1]

### Приглашённые музыканты
- Frank Lindenthal — ударные (сессионный музыкант) на «Vain Glory Opera»
- Andy Allendorfer — бэк-вокал на «Vain Glory Opera»
- Ralf Zdiarstek — бэк-вокал на «Vain Glory Opera»
- Ханси Кюрш — вокал на «Vain Glory Opera»
- Тимо Толкки — гитара на «Vain Glory Opera»
- Frank Tischer — фортепиано на «The Savage Poetry»
- Markus Schmitt — бэк-вокал на «The Savage Poetry»
- Милле Петроцца — вокал на «Hellfire Club»
- Михаэль Киске — вокал на «Superheroes»[1]

## Дискография

### Демо
- Evil Minded (1994)
- Children of Steel (1994)
- Savage Poetry (1995)

### Студийные альбомы
- Kingdom of Madness (1997)
- Vain Glory Opera (1998)
- Theater of Salvation (1999)
- The Savage Poetry (2000) (перезаписанный «Savage Poetry»)
- Mandrake (2001)
- Hellfire Club (2004)
- Rocket Ride (2006)
- Tinnitus Sanctus (2008)
- Age of the Joker (2011)
- Space Police: Defenders of the Crown (2014)

### Концертные альбомы
- Burning Down the Opera (2003)
- Fucking With Fire - Live In Sao Paulo 2006 (2009)

### Синглы
- «La Marche Des Gendarmes» (2001)
- «Painting on the Wall» (2001)
- «Lavatory Love Machine» (2004)

### Мини-альбомы
- King of Fools (2004)
- Superheroes (2005)

### Сборники
- Hall of Flames (2004)
- Monuments (2017)

### Клипы
- «All the Clowns» (2001)
- «King of Fools» (2004)
- «Lavatory Love Machine» (2004)
- «Superheroes» (2005)
- «Tinnitus Sanctus» (2008)
- «Ministry of Saints» (2008)
- «Robin Hood» (2011)

### Видео
- «Superheroes DVD» (2005)[2]
- "Fucking With F***" DVD (2009)